# Altaria (banda)
Altaria era una banda de Heavy metal/Hard rock originaria de Jakobstad, Finlandia. Han publicado cuatro álbumes de larga duración bajo el sello de Metal Heaven.

## Biografía
Todo comienza en el 2000 cuando Marko Pukkila y Tony Smedjebacka deciden formar una banda nueva al separarse del grupo al que antes ya pertenecían Blindside. Al poco tiempo de formar la banda integran al vocalista Johan Mattjus. Al año se integra Jani Liimatainen de Sonata Arctica y así comienza a tomar forma el grupo con su primer sencillo en el Sleeping Visions, que fue enviado a varias compañías de grabación y fue muy bien aceptado.
En el comienzo del 2002 Mattjus tuvo algunos problemas entonces, pidieron ayuda a Jouni Nikula para que lo reemplazara en 2 shows en vivo que tendrían. Fue tan grande el furor que causó el nuevo vocalista que decidieron dejar a Jouni como un miembro más del grupo. Este fue el primer cambio que tuvo la banda.
En el verano del mismo año fue otra vez al estudio, registrando ocho canciones de los kickass. Cuatro de ellas fueron lanzados bajo el nombre de "Feed The Fire" y algunos singles fueron subidos al sitio web. Desde que se lanzaron los sencillos, las canciones lograron llegar al puesto 50 en MP3.com, y luego de cuatro semanas de subidos los sencillos ya más de 1700 personas los habían bajado.
Pronto en junio Altaria firmó un contrato con AOR heaven y lanzaron el álbum "Invitation" en el verano del 2003.
Emppu al verlos tocar se ofreció como miembro, y debido a la gran química entre él y el resto de la banda, Emppu se hizo miembro permanente de Altaria.
En el 2003, Jouni decide abandonar la banda. Altaria entró en contacto con Taage Laiho y le preguntó si se uniría a la banda, así inmediatamente el hueco fue llenado después de la salida de Jouni. Con Taage Laiho en las voces, Altaria hizo tres shows en septiembre de 2003. Cuando el tour continua en enero de 2004, Emppu comienza a tener algunas rivalidades con la banda y la abandona. Quien le reemplazaría sería Petri Aho, guitarrista conocido de Marko y Tony al haber tocado con él en Blindside.
Al finalizar el tour en el 2004 graban Divinity, que hasta ahora se considera por críticos el mejor hasta ahora.
Cuando se encontraban grabando un próximo álbum Jani se ve obligado a abandonar la banda, ya que sus prioridades se encontraban con Sonata Arctica y eventualmente cada vez tenía menos tiempo de tocar con Altaria. Esto afectó mucho a los shows en vivo para la banda. Así en junio de 2005 se integró J-P Alanen de la banda Celesty, tenía un estilo muy similar de tocar con el de Jani. 
En el 2006 Altaria lanza un nuevo álbum The Fallen Empire, el cual tiene mucho éxito.

## Miembros

### Actuales
- Marco Luponero (Voces)
- Juha-Pekka Alanen (Guitarras)
- Petri Aho (Guitarras)
- Marko Pukkila (Bajo)
- Tony Smedjebacka (Batería)

### Anteriores
- Taage Laiho (Voces)
- Johan Mattjus (Voces)
- Jouni Nikula (Voces) (ex Requiem , Jack The Frost)
- Emppu Vuorinen (Guitarras) (de Nightwish)
- Jani Liimatainen (Guitarras),(Teclados) (ex-Sonata Arctica)

## Discografía

### Álbumes de estudio
- Sleeping Visions (2001 demo)
- Feed The Fire (2002 demo)
- Invitation (Metal Heaven, 2003)
- Divinity (Metal Heaven, 2004)
- The Fallen Empire (Metal Heaven, 2006)
- Divine Invitation (2007)
- Unholy (Escape Music, 2009)
- Wisdom (Reaper Entertainment, 2022)